# Yannick Vero
Yannick Vero (ur. 28 lutego 1990 w Tahiti – tahitański piłkarz grający na pozycji obrońcy, reprezentant Tahiti.

## Kariera piłkarska
Yannick Vero karierę rozpoczął w 2008 roku w AS Paiete. Następnie w 2012 roku przeszedł do AS Dragon, z którym w sezonie 2012/2013 zdobył mistrzostwo kraju.

## Kariera reprezentacyjna
Vero w reprezentacji Tahiti zadebiutował w 2010 roku i do tej pory rozegrał w niej 5 meczów. Brał udział w Pucharze Konfederacji 2013 w Brazylii.
| Reprezentacja narodowa | Rok     | Występy | Gole |
| ---------------------- | ------- | ------- | ---- |
| Tahiti                 |         |         |      |
| 2010                   | 1       | 0       |      |
| 2012                   | 3       | 0       |      |
| 2013                   | 0       | 0       |      |
| Łącznie                | Łącznie | 5       | 0    |

## Sukcesy

### AS Dragon
- Mistrz Tahiti: 2012/2013